# Téléphone d'alerte à surveillance automatique de ligne
Un téléphone d'alerte à surveillance automatique de ligne (tasal) est une ligne directe reliant un site à risque et le standard des sapeurs-pompiers. Le téléphone se connecte directement au centre de traitement de l'alerte (CTA) lorsque le combiné est décroché, sans qu'il soit nécessaire de composer un numéro. Le CTA peut ainsi directement identifier la provenance de l'appel.
Les lieux équipés de tasal sont les lieux présentant un risque particulier (par exemple les établissements classés Sévéso) ou bien les établissements recevant du public de taille importante.
Il s'agit d'un moyen sûr et rapide d'alerter les secours.
En 2023, l'article MS 70 du Réglement ERP a évolué pour autoriser de nouvelles technologies[réf. à confirmer].
1. ↑  « Note d'information sur les Moyens d'alerte des services d'incendie et de secours dans les établissements recevant du public »